# جان آستین چپمن
جان آستین چپمن (انگلیسی: John Chapman; ۱۵ دسامبر ۱۸۹۶ – ۱۹ آوریل ۱۹۶۳) فرد نظامی اهل استرالیا بود. وی همچنین برندهٔ جوایزی همچون نشان حمام شده‌است.